# 魏允中
魏允中（1544年—1585年），字懋權，號崑溟，直隸大名府南樂縣人，明朝政治人物。萬曆丙子解元，庚辰進士。官至吏部郎中。

## 生平
早年为诸生，萬曆四年（1576年）丙子科順天鄉試第一，为王世贞所赏识，告戒門吏稱：“非魏允中第一，無伐鼓以傳也”，与顾宪成、刘庭兰并称“三解元”。万历八年（1580）會試第三名，殿試三甲第一名進士，授官太常博士，歷官吏部稽勋主事、考功郎。萬曆十三年（1585年），以病卒於任上。

## 著作
工詩，有《魏仲子集》。
- 《和冯员外秋日上陵》

青山一望松楸地，紫禁遥分剑佩行。
断壑有云犹捧日，高陵无树不沾霜。
遗弓欲洒千秋泪，荐食频修八月尝。
田祀向来多宠渥，不应西署老冯唐。

## 家族
曾祖父魏泰；祖父魏經；父親魏怡，曾任府通判。母楊氏（贈孺人）；前母王氏。與兄魏允贞、弟魏允孚皆中進士，时称“南樂三魏”。